# Menala
Menala is een bestuurslaag in het regentschap Sumbawa Barat van de provincie West-Nusa Tenggara, Indonesië. Menala telt 6066 inwoners (volkstelling 2010).